# Verbot von Überraschungsentscheidungen
Das Verbot von Überraschungsentscheidungen ist ein prozessualer Grundsatz, der international aus Art. 14 UNO-Pakt II und in Europa aus Art. 6 Abs. 1 EMRK (Recht auf ein faires Verfahren) folgt. Der Europäische Gerichtshof für Menschenrechte (EGMR) zählt zum Recht auf ein faires Verfahren auch den Anspruch auf rechtliches Gehör. Dieser gilt in Verfahren über „zivilrechtliche Ansprüche und Verpflichtungen“ sowie bei „strafrechtlichen Anklagen.“
Als Verfahrensgrundrecht ist der Anspruch auf rechtliches Gehör darauf angewiesen, durch einfachgesetzliches nationales Prozessrecht umgesetzt zu werden.

## Deutschland
In Deutschland ergibt sich das Verbot von Überraschungsentscheidungen aus dem in Art. 103 Abs. 1 GG verankerten Anspruch auf rechtliches Gehör. Eine unzulässige Überraschungsentscheidung liegt nach ständiger Rechtsprechung des Bundesverfassungsgerichts vor, wenn sie sich „ohne vorherigen richterlichen Hinweis auf einen Gesichtspunkt stützt, mit dem auch ein gewissenhafter und kundiger Prozessbeteiligter nicht zu rechnen brauchte.“ Darin spiegelt sich auch ein dem Rechtsstaatsprinzip immanenter Vertrauensschutz wider. Eine unzulässige Überraschungsentscheidung kann einen mit Berufung und Revision bzw. Nichtzulassungsbeschwerde angreifbaren Verfahrensmangel darstellen sowie eine Verfassungsbeschwerde nach vorheriger Anhörungsrüge begründen.
Im Zivilprozessrecht Deutschlands wird das Verbot von Überraschungsentscheidungen in der Hinweispflicht nach § 139 Abs. 2 ZPO auf einen Gesichtspunkt, den eine Partei erkennbar übersehen oder für unerheblich gehalten hat, konkretisiert. Es umfasst dort sowohl rechtliche als auch tatsächliche Gesichtspunkte. Gem. § 46 Abs. 2 ArbGG gilt § 139 ZPO im arbeitsgerichtlichen Verfahren entsprechend.
Die in § 139 Abs. 2 ZPO konkretisierte richterliche Hinweispflicht ist für den Verwaltungsprozess insbesondere in § 86 Abs. 3 VwGO, aber auch in § 104 Abs. 1 VwGO und § 108 Abs. 2 VwGO geregelt, und zwar mit derselben Zielrichtung wie in der Zivilprozessordnung.
§ 62, § 128 Abs. 2 SGG konkretisiert den verfassungsrechtlich verbrieften Anspruch auf rechtliches Gehör für das sozialgerichtliche Verfahren. Die Vorschrift soll verhindern, dass die Beteiligten durch eine Entscheidung überrascht werden, die auf Rechtsauffassungen, Tatsachen oder Beweisergebnissen beruht, zu denen sie sich nicht äußern konnten und sicherstellen, dass ihr Vorbringen vom Gericht zur Kenntnis genommen und in seine Erwägungen mit einbezogen wird.
Nach ständiger Rechtsprechung des Bundesfinanzhofs liegt eine Überraschungsentscheidung vor, „wenn das Finanzgericht sein Urteil auf einen bis dahin nicht erörterten rechtlichen oder tatsächlichen Gesichtspunkt stützt und damit dem Rechtsstreit eine Wendung gibt, mit der auch ein gewissenhafter und kundiger Prozessbeteiligter selbst unter Berücksichtigung der Vielzahl vertretbarer Auffassungen nach dem bisherigen Verlauf der Verhandlung nicht rechnen musste“ (§ 96 Abs. 2 FGO).

## Österreich
Der Oberste Gerichtshof befasst sich seit den 1920er Jahren mit dem Verbot von Überraschungsentscheidungen. Der Schwerpunkt der Prüfung allfällig überraschender Entscheidungen lag regelmäßig bei Erörterungsmängeln auf Tatsachenebene.
Nach der Regierungsvorlage zu § 182 ZPO wird eine nicht im Vorfeld diskutierte Rechtsauffassung aber nicht per se als problematisch erachtet. Nur dann, wenn Tatsachen betroffen sind bzw. eine (weitere) Beweiserhebung geboten erscheint, durfte das Gericht unmittelbar keine Entscheidung fällen, sondern musste das Verfahren wiedereröffnen. Über das Verbot von Überraschungsentscheidungen findet sich in den Materialien zu § 182 ZPO aber nichts im Speziellen. In der Literatur bestanden unterschiedliche Auffassungen, ob im österreichischen Zivilprozess überhaupt Raum für ein Überraschungsverbot bestehe bzw. wenn ja, ob dies aus § 182 ZPO ableitbar sei und wie eine allfällige Erörterungspflicht im verfassungsrechtlichen Kontext zu beurteilen ist.
Mit der Zivilverfahrensrechtsnovelle 2002 wurde diese Frage dann in § 182a ZPO beantwortet. Die Vorschrift lautet:

„Das Gericht hat das Sach- und Rechtsvorbringen der Parteien mit diesen zu erörtern. Außer in Nebenansprüchen darf das Gericht seine Entscheidung auf rechtliche Gesichtspunkte, die eine Partei erkennbar übersehen oder für unerheblich gehalten hat, nur stützen, wenn es diese mit den Parteien erörtert (§ 182) und ihnen Gelegenheit zur Äußerung gegeben hat.“

Vorbild war § 278 Abs. 3 der deutschen Zivilprozessordnung in der bis zum 31. Dezember 2001 geltenden Fassung.
§ 182a ZPO hat aber nichts daran geändert, dass es keiner richterlichen Anleitung zu einem Vorbringen bedarf, gegen das der Prozessgegner bereits Einwendungen erhoben hat; angesichts solcher Einwendungen hat vielmehr die andere Partei ihren Prozessstandpunkt selbst zu überprüfen und die erforderlichen Konsequenzen zu ziehen.

### Beispiele aus der Rechtsprechung des Obersten Gerichtshofs

#### Bis 2002
- „Die als „überraschend“ gerügte Vorgangsweise des Berufungsgerichts, die gegen den Zweitbeklagten gerichtete Klage als unschlüssig anzusehen, ohne diese Rechtsansicht mit den Parteien zuvor erörtert zu haben, begründet keine Nichtigkeit, sondern allenfalls die Mangelhaftigkeit des Berufungsverfahrens.“[26]
- „Das Erstgericht wird daher den Sachverhalt unter diesem rechtlichen Gesichtspunkte mit den Parteien zu erörtern und die darnach fehlenden Feststellungen zu treffen haben. Das Gericht darf ja die Parteien in seiner Entscheidung nicht mit einer Rechtsauffassung überraschen, die sie nicht beachtet haben und auf die sie vom Gericht nicht aufmerksam gemacht worden waren.“[27]
- „Entscheidend für den Rechtsstreit ist daher die Frage, ob die Beklagten auf Grund der letztwilligen Verfügung der Berta B in Verbindung mit dem Übereinkommen zwischen ihnen und Hans L gemäß § 824 letzter Satz ABGB als redliche Besitzer gegenüber der Klägerin geschützt sind. In diesem Zusammenhang ist zunächst der Revision beizupflichten, daß das Berufungsgericht - käme ein Schutz der Beklagten nach § 824 letzter Satz ABGB in Frage - nicht ohne Erörterung davon hätte ausgehen dürfen, daß die Beklagten redliche Besitzer der Liegenschaft geworden seien. Im bisherigen Verfahren war diese Frage weder vom Gericht noch von einer der Parteien aufgeworfen worden; das Berufungsgericht durfte aber die Streitteile nicht mit einer völlig neuen Rechtsansicht überraschen und ihnen damit die Möglichkeit nehmen, zu der nach Ansicht des Berufungsgerichtes entscheidenden Frage Behauptungen aufzustellen und Beweise anzubieten, zumal aus den getroffenen Feststellungen hervorgeht, daß zumindest die Zweitbeklagte den Inhalt des Testamentes des Anton B gekannt hat.[28] Einer Verfahrensergänzung bedarf es jedoch nicht, da selbst für den Fall des redlichen Besitzerwerbes den Beklagten der Schutz des § 824 letzter Satz ABGB nicht zukommt.“[29]
- „Das Berufungsgericht hat die Parteien mit seiner allein als streitentscheidend erachteten Rechtsmeinung über die Anteilsbelastung die Parteien überrascht und dem Beklagten die Möglichkeit versagt, Tatumstände und Rechtsansichten vorzubringen, die ihm zu diesem neuen rechtlichen Gesichtspunkt erheblich erscheinen mochten. Diesen Mangel des Berufungsverfahrens rügt der Rechtsmittelwerber zu Recht. Dies erfordert eine Ergänzung des Verfahrens.“[30]
- „Die Vorinstanzen wichen von der herrschenden Rechtsprechung des OGH, die die klagende Partei ersichtlich ihrem Begehren zugrunde gelegt hatte, ab und gelangten zur Abweisung des Klagebebegehrens. Nach ständiger Rechtsprechung des OGH darf ein Gericht die Partei nicht mit einer Rechtsauffassung überraschen, die sie nicht beachtet hat und auf die sie vom Gericht nicht aufmerksam gemacht wurde.[31] Das Erstgericht hätte demnach in Entsprechung der ihm obliegenden Pflicht zur materiellen Prozeßleitung (§ 182 ZPO) seine von der herrschenden Rechtsprechung abweichende Rechtsansicht mit den Parteien erörtern und der klagenden Partei Gelegenheit geben sollen, das Klagebegehren zu ändern oder ein Eventualbegehren zu stellen.“[32]
- „Das Berufungsgericht hat durch seine Vorgangsweise der beklagten Partei auch die Möglichkeit genommen, Umstände geltend zu machen, die jede denkbare Gefährdung der Interessen der Verkäuferin ausgeschlossen hätten. Das Berufungsgericht hat die Parteien mit einer rechtlichen Wertung von Umständen überrascht, die zwar aktenkundig, aber unter dem vom Gericht herangezogenen rechtlichen Gesichtspunkt nicht geltend gemacht waren und zur abschließenden Beurteilung einer Erörterung mit den Parteien bedurften. Die Unterlassung dieser Erörterung widerspricht dem Grundsatz der Wahrung des rechtlichen Gehörs im Rahmen eines fair trial. Schon aus diesem Grunde war das angefochtene Berufungsurteil in Stattgebung der außerordentlichen Revision aufzuheben und die Rechtssache zur neuerlichen Entscheidung an das Berufungsgericht zurückzuverweisen. Diesem muß es vorbehalten bleiben, sein Verfahren allenfalls zu ergänzen, um den aufgezeigten Verfahrensmangel zu beheben, oder aber auch eine Entscheidung zu fällen, die der Beurteilung der Wirksamkeit des Fahrzeugverkaufes durch die GesmbH & Co. KG an ihre Komplementärgesellschaft unter dem herangezogenen Gesichtspunkt der Doppelvertretung zu entraten vermöchte.“[33]
- „Die Kläger rügen jedoch zu Recht, daß sie von der Rechtsansicht des Berufungsgerichtes überrascht wurden. Die Gerichte, insbesondere die Rechtsmittelgerichte, dürfen die Parteien nicht mit einer Rechtsauffassung überraschen, die diese nicht beachtet haben und auf die sie vom Gericht nicht aufmerksam gemacht wurden.[34] In Österreich gilt somit, wenngleich eine ausdrückliche gesetzliche Regelung fehlt, dasselbe, was § 278 Abs 3 dZPO festlegt. Danach darf das Gericht seine Entscheidung auf einen rechtlichen Gesichtspunkt, den eine Partei erkennbar übersehen oder für unerheblich gehalten hat, soweit nicht nur eine Nebenforderung betroffen ist, nur dann stützen, wenn es Gelegenheit zur Äußerung dazu gegeben hat. Darauf, ob die Partei oder ihr Vertreter diesen Gesichtspunkt und seine Erheblichkeit hätte erkennen müssen, kommt es nicht an.[35] Es bedarf daher keiner Auseinandersetzung mit der Frage, ob die anwaltlich vertretenen Kläger bei gehöriger Sorgfalt erkennen hätten können, daß das Klagebegehren auf Unterlassung des Eingriffes zu richten ist.“[36]

#### Seit 2002
- „Die durch die ZVN 2002 eingefügte Bestimmung des § 182a ZPO normiert die Pflicht des Gerichtes, das Sach- und Rechtsvorbringen der Parteien mit diesen zu erörtern und schreibt das von der Rsp schon bisher aus § 182 ZPO abgeleitete ‚Verbot von Überraschungsentscheidungen‘ fest.[37] Danach darf das Gericht, sieht man von Nebenansprüchen (Zinsen, Kosten u. ä.) ab, seine Entscheidung nur auf rechtliche Gesichtspunkte, die eine Partei erkennbar übersehen oder für unerheblich gehalten hat, stützen, wenn es sie zuvor mit den Parteien erörtert und ihnen Gelegenheit zur Äußerung gegeben hat. Damit wurde die stRsp, dass die Parteien von einer Rechtsansicht nicht überrascht werden dürfen,[38] in das Gesetz aufgenommen. Überraschend war allerdings nach der bisherigen Judikatur nur eine Rechtsansicht, wenn sie bis zum Schluss der Verhandlung erster Instanz von keiner der Parteien ins Treffen geführt wurde und daher keine Gelegenheit zur Stellungnahme bestand.[39] Wie der genannte Autor zutreffend fortfährt, erweitert § 182a ZPO nun die Pflichten der Gerichte, weil eine Partei auch erkennbar rechtliche Gesichtspunkte, die von der Gegenseite bereits ins Spiel gebracht worden waren, übersehen oder für unerheblich gehalten haben kann. Erkennt dies das Prozessgericht, hat es im Rahmen der Erörterung des Sach- und Rechtsvorbringens darauf hinzuweisen; erkannte das Prozessgericht den Irrtum der Partei nicht, war er aber erkennbar, was nach der Aktenlage überprüfbar ist, liegt ein Verfahrensmangel vor.“[40]
- „Das Erstgericht hat zu einer Erörterung des Feststellungsinteresses keine Veranlassung gesehen, zumal es das Klagebegehren aus anderen Gründen abgewiesen hat. Der Vorwurf des Klägers trifft daher folgerichtig das Berufungsgericht, das in immerhin drei Berufungsverhandlungen die Frage des Feststellungsinteresses ebenfalls nicht angesprochen hat. Indem es in seiner Berufungsentscheidung das Feststellungsinteresse dennoch verneinte, verstieß es gegen das Verbot einer Überraschungsentscheidung“.[41]
- „Damit ist für den Kläger aber noch nichts gewonnen. Der eine Verfahrensrüge wegen Verletzung des Verbots einer Überraschungsentscheidung erhebende Rechtsmittelwerber hat die Relevanz des behaupteten Verfahrensverstoßes darzutun, also darzulegen, welchen Verlauf das Verfahren genommen hätte, wenn der Fehler unterblieben wäre.[42] Dazu hatte er im vorliegenden Fall jenes Vorbringen anzuführen, das er erstattet hätte, wenn er über die Rechtsansicht des Berufungsgerichts informiert worden wäre.[43] Diesem Erfordernis hat der Kläger in seiner Revision zwar entsprochen. Sein hypothetisches Vorbringen lässt aber die Relevanz des Verfahrensmangels nicht erkennen.“[44] „Überraschend ist eine Rechtsansicht, wenn sie bis zum Schluss der Verhandlung erster Instanz von keiner der Parteien ins Treffen geführt wurde und daher keine Gelegenheit zur Stellungnahme bestand.“[45]

## Schweiz
Der Anspruch auf rechtliches Gehör ergibt sich in der Schweiz staatsvertraglich und verfassungsrechtlich aus Art. 6 Abs. 1 EMRK, Art. 29 Abs. 2, Art. 9 BV. Dieser Anspruch beinhaltet nach der Rechtsprechung des Bundesgerichts auch ein Recht auf Zustellung jedes Vorbringens der Gegenpartei und anderer Verfahrensbeteiligter („Orientierungsrecht“) sowie die Möglichkeit der Stellungnahme dazu („Replikrecht“). Aus dem Recht auf Stellungnahme zur Sache in rechtlicher Hinsicht folgt das Verbot von Überraschungsentscheidungen. Ein Gericht, das seinem Entscheid eine Rechtsansicht zugrunde legen will, mit der die Parteien nach dem Verlauf des Verfahrens nicht zu rechnen hatten, muss die Parteien vorgängig dazu hören.